# Mangeot
Mangeot war ein im 19. Jahrhundert zunächst in Nancy und ab 1880 in Paris in Frankreich ansässiges Unternehmen zum Bau von Klavieren und Flügeln. Ab 1868 arbeitete Mangeot einige Jahre lang mit dem Klavierbauunternehmen Steinway & Sons zwecks Fertigung hochwertiger Flügel zusammen.

## Geschichte
Der genaue Ursprung eines in Nancy ansässigen Orgelbauers Mangeot ist unbekannt.
Pierre Hyacinthe Mangeot wurde am 3. Dezember 1808 als Sohn von André Mangeot und Mary Rose Cheullet in Nancy geboren. André Mangeots Vater hatte ein Lebensmittelgeschäft in Sivry (Meurthe).
Nach seiner Ausbildung bei den ersten Klavierherstellern in Paris (Henri Herz, Sébastien Érard, Ignace Pleyel) gründete Pierre Hyacinthe Mangeot 1830 eine Klavierfertigung in Nancy. Am 15. Dezember desselben Jahres heiratete er in Nancy die 19-jährige Jeanne Caye. Sie war am 17. Dezember 1810 in Nancy als Tochter des Schreiners Joseph Caye und Margaret Neubel geboren.
Ihr erster Sohn Alfred André Mangeot wurde am 2. September 1831 zuhause in der Rue Faubourg Saint Georges geboren. Dort produzierte das Unternehmen Klaviere von guter Qualität. 1833 gewann Mangeot die Silbermedaille bei der Ausstellung von Nancy, der eine Goldmedaille im Jahr 1838 in der Ausstellung von Nancy folgte.
Sein zweiter Sohn, Edouard Joseph Mangeot, wurde am 24. April 1835 geboren. Das neue Zuhause der Familie war nun in der Rue des Dominicains. Ab 1840 begann die Kundschaft zu wachsen. Die Klaviere erhielten eine Goldmedaille bei der Ausstellung von Nancy im Jahre 1843.
Einer der wichtigsten Mitarbeiter bei Mangeot war Jean Brulard, ein Klavierbauer, der im Jahre 1807 in Forbach geboren war. Für ihn war Mangeot Trauzeuge am 6. September 1838, als Brulard seine Frau Jeanne Adéle Reitz heiratete, die Büglerin und in Toul geboren war. Marie Jeanne Mangeot, die Tochter von Pierre Hyacinthe Mangeot, wurde am 8. April 1845 in der 9 Rue de la Constitution in Nancy geboren.
Pierre Hyacinthe Mangeot nahm an der ersten Weltausstellung in Paris 1855 teil.
Alfred Mangeot heiratete 1858 Amélie Delarue, 23 Jahre, die in Vieux-Thann im Elsass geboren war. Sie bekamen 1859 eine Tochter Jeanne. Die Familie Mangeot lebte weiterhin in der 9 Rue de la Constitution.

## Gebrüder Mangeot
Im Jahr 1859 übergab Pierre Hyacinthe Mangeot sein Geschäft an seine zwei Söhne Alfred und Edouard Mangeot, die dem Unternehmen neuen Schub gaben. Sie rüsteten die Werkstatt in der Rue de la Constitution mit einer  Dampfmaschine und neuen Werkzeugmaschinen aus, die alles Wesentliche, das in der Herstellung ihrer Klaviere erforderlich war, beitrugen: Korpus, Klaviatur, Spielmechanik, Saitenspinnen. Im Jahr 1867 hatten sie 60 Mitarbeiter und produzierten 360 Klaviere, von denen ein Großteil exportiert wurde, vor allem nach Australien.
Sie präsentierten bei der Ausstellung in London 1862 „ein Piano mit verdeckten Saiten, mit einem schönen Ton, der mit einem geeigneten System gegen die Spannung der Saiten ausgestattet war.“
Im selben Jahr starb Pierre Hyacinthe Mangeot in Nancy am 14. Juni. Die Gesellschaft firmierte um in „Mangeot Frères“ (Gebrüder Mangeot).
Am 7. Februar 1868 heiratete Edouard Joseph Mangeot im Alter von 32 Jahren Leah Marie Jeanne Christine Lapoulle, 21 Jahre, die an der Maas in Commercy geboren war.

## Kooperation mit Steinway & Sons
Die Brüder Mangeot nahmen an der zweiten Pariser Weltausstellung von 1867 teil. Sie waren von der Qualität und dem Klang der amerikanischen Steinway-Klaviere (Steinweg) überrascht und versuchten nun für Steinway in Frankreich Vertragspartner für die Herstellung und den Verkauf von Flügeln nach Lizenzen der US-Modelle zu werden.
Auf der Ausstellung in Paris trafen sie mit Theodor Steinweg zusammen, der zwei Jahre zuvor (1865) nach dem Tode zweier seiner Brüder auf Bitten seines Vaters und seines jüngeren Bruders William nach New York umgezogen war und zuvor das elterliche Geschäft in Braunschweig an seinen Partner Grotrian und die Mitarbeiter Helfferich und Schulz verkauft hatte. Die Steinways, Vater und Söhne, waren nun angesichts des großen Erfolgs ihrer Flügel auch bereits wieder auf der Suche nach neuen Fertigungsmöglichkeiten in Europa.
Sie entschlossen sich zu einer Kooperation mit den Gebrüdern Mangeot. Hauptprodukt sollte der Salonflügel „Style II“ werden, mit einer Länge von 2,20 Metern das Flügel-Normalmodell für wohlhabende Privathaushalte. Zu diesem Zweck sollten die Brüder Mangeot die Gehäuse der Flügel bauen, mit den aus New York angelieferten Klanganlagen (Harfenrahmen und Resonanzböden) und Spielmechaniken komplettieren, einstellen, regulieren und intonieren und die so gefertigten „Mangeot-Steinways“ dann in Frankreich und in Großbritannien verkaufen.
Zu dem Zweck einer genauen Studie der Fabrikation dieser Flügel reiste Edouard Mangeot nach New York. Ein 1867 hergestellter Flügel mit der Seriennummer 14561 ist eines der ersten im Austausch zwischen Steinway und Mangeot hergestellten Instrumente. Die Brüder Mangeot verkauften ihn am 8. Januar 1868 den Brüdern Guere in Paris, die auf die Herstellung von geschnitzten Möbeln spezialisiert waren. Das Flügelgehäuse ist aus Ahorn und Zitronenholz; der Flügel wurde im Jahre 2006 an den Lyoner Rechtsanwalt und Auktionator Maître Jean-Claude Anaf verkauft.
Irgendwann in den ersten Jahren der 1870er (um 1873) ging die Episode mit den Mangeot-Steinways früh wieder zu Ende: Die Amerikaner waren nun auf der Suche nach einer eigenen europäischen Fertigungsmöglichkeit und fassten hierzu zunächst den Standort London ins Auge, wo dann 1875 die zweite „Steinway Hall“ nach New York erbaut wurde und auch für wenige Monate Fertigungsstätte wurde. William Steinway kündigte den Vertrag mit den Brüdern Mangeot. Da Mangeot offenbar die bereits gebauten Flügel weiterhin verkaufte und womöglich auch angelieferte Bausätze noch weiter zum Bau neuer Flügel nutzte, endete die Kooperation in Rechtsstreitigkeiten über angebliche illegale Nachbauten oder „Fälschungen von Steinway-Instrumenten“ aus den Händen der Mangeot-Brüder.
Diesen Streitigkeiten vor französischen Gerichten sollte dann wenige Jahre später, 1875/1876, noch eine unangenehme private Geschichte folgen. Die Ehefrau von William Steinway hatte sich in Zeiten geschäftlicher Abwesenheit ihres Mannes als untreu erwiesen und einen unehelichen Sohn heimgebracht. Als William seiner Frau auf die Schliche kam, setzte er sie und ihren jüngsten Sohn auf einen Dampfer nach Europa – Regina Roos Steinway landete in Nancy, wo sie sich in neue Schwierigkeiten begab, indem sie sich mit dem damaligen Mangeot-Vertriebsleiter Louis Dachauer verbandelte, der jedoch bereits verheiratet war. Der entsprechende Skandal, entfesselt von Dachauers erboster Frau, erzielte einigen publizistischen Wirbel. Madame Dachauer reichte die Scheidung ein. Das Medienecho im Frankreich des Napoleon III. erreichte auch New York und führte dort zur Scheidung der Ehe von William Steinway und Regina Roos Steinway.
So endete die erst in gutem Glauben und alter europäischer Zusammenarbeit der Klavierbauer Steinweg und Mangeot begonnene Aktivität in Skandalen und Streitigkeiten.
In der Fachwelt des Klavierbaus ist umstritten, welche genaue Anzahl von Mangeot-Steinways gemäß dem Vertrag Steinway-Mangeot und der Lizenz der Amerikaner entstanden, und wie viele in der Endphase bei Mangeot noch eventuell „illegal“ entstanden, nachdem New York die Kooperation aufgekündigt hatte. Fachleute gehen von ca. 200 Klanganlagen aus, die ab 1868 von New York nach Nancy gingen und dort über wenige Jahre zu Mangeot-Steinways verbaut wurden. Heutige Anfragen bei Steinway & Sons zu den Mangeot-Steinways ergeben die Antwort, dass Steinway hierüber keinerlei Informationen habe. Was nicht verwundert, denn alte Geschäftsunterlagen, Fertigungsaufzeichnungen, Auslieferungsbücher und auch die privaten Tagebücher von William Steinway stiftete das Unternehmen Steinway 1985 auf Initiative des letzten Familien-Geschäftsführers Henry Ziegler Steinway dem kommunalen Museum „La Guardia Archives“ von Queens, Long Island, wo sie allerdings einzusehen sind. Der „Offizielle Führer zu Steinway-Pianos“, ein Buch der Firma Steinway & Sons in englischer Sprache, erwähnt nur das unangenehme Ende der Geschichte: William Steinway habe angeblich die Gebrüder Mangeot in Frankreich verklagen müssen, damit sie ihre illegalen Nachbauten von Steinway-Flügeln unterlassen.

## Weitere Geschichte von Mangeot Frères
Im Jahre 1876 fand sich die nun große Familie in der 9 Rue de la Constitution in Nancy für ein Foto ein: der ältere Bruder Alfred Mangeot (45 Jahre), seine Frau Christine Delarue (40), und ihre vier Kinder Jeanne (17), Lucien (13), Martha (11), Marguerite (5 Jahre). Sodann der jüngere Bruder Edouard Joseph Mangeot (41), seine Frau Marie Jeanne Lapoulle (30) und ihre vier Kinder Madeleine (7), Pierre (5), Auguste (3 Jahre), Jeremy (2). Sowie Jeanne (65), die Mutter der Brüder, und die unverheiratete Schwester Jeanne Marie Mangeot (31).
Das Jahr 1878 wurde für die Brüder Mangeot wichtig und zum Schlüsseljahr. Es begann mit ihrer Teilnahme an der dritten Weltausstellung in Paris, wo der berühmte Künstler Auguste Majorelle (1825–1879) von der Ecole de Nancy ihre Klaviere präsentierte. Die Verzierung dieses Klaviers ist Lackmalerei in der Art der Brüder Martin und besteht aus chinesischen und japanischen Motiven (Schoßhunde Fô und japanische Frauen in Kimonos). Es ist in der Tastaturklappe beschriftet mit „Pianos Franco-Américains Mangeot Frères et Cie / Décoré par Majorelle Nancy“. Das Klavier steht im Museum der Ecole de Nancy.
Wichtiger noch war für die Brüder Mangeot in dieser Ausstellung die Präsentation eines Flügels mit zwei übereinanderliegenden, entgegengesetzten Klaviaturen. Für diese spektakuläre Neuerung erhielten die Brüder Mangeot auf der Messe eine Goldmedaille. Dieses Instrument verbindet zwei Klaviaturen so, dass die längste Saite der ersten Klaviatur gegenüber der kürzesten der zweiten Klaviatur liegt. Das Musikinstrumenten-Museum in Brüssel zeigt ein Exemplar der sechs bei Mangeot gefertigten Doppelklaviaturflügel.
Jeanne Amelie Stephanie Mangeot, älteste Tochter von Alfred Mangeot, heiratete am 7. Dezember 1878 in Nancy Louis Lucien Comettant (25), der in New York im Jahre 1853 geboren war, Vertreter des Unternehmens Mangeot Fréres in den USA und Sohn des bekannten Literaten Oscar Comettant. Charles Gounod war Trauzeuge; er komponierte eigens für die Zeremonie in der Kathedrale von Nancy sein berühmtes Ave Maria und das Gesangsstück „Le Ciel a visité la Terre“ („Der Himmel hat die Erde besucht“).

## Mangeot in Paris
1880 zogen die Familie Mangeot und der Klavierbaubetrieb der Brüder Mangeot in die Hauptstadt Paris um. Sie ließen sich an namhafter Stelle in der 334 Rue Saint Honoré nieder.
Die Pariser Zeit des Erfolgs der Mangeots war nur von kurzer Dauer; sie endete mit dem Tod von Alfred Mangeot im Alter von 58 am 29. April 1889. 1890 folgte ihm sein Bruder Edouard Mangeot in der Geschäftsführung nach. Das Klavierbauunternehmen Mangeot existierte jedoch im Jahre 1900 bereits nicht mehr.
Bis heute genießen die Flügel von Mangeot unter Liebhabern alter Klaviere einen exzellenten Ruf für hervorragende Verarbeitung. Regelmäßig tauchen in Foren Fragen zu den speziellen „Mangeot-Steinway“-Flügeln auf, insbesondere ob diese Instrumente als „echte Steinways“ anzusehen sind, immerhin neben dem Zustand eine stark wertbestimmende Frage oder u. U. entscheidend, ob Restaurierungsaufwendungen lohnend sind. Die Haltung des amerikanischen Unternehmens hierzu ist offenbar generell negativ. Im Detail wird aber zu unterscheiden sein, wann nun genau ein solcher „Style II“- oder Parlor-Grand- bzw. Salon-Flügel gebaut worden war, um zu befinden, ob er bei seiner Herstellung unter den Lizenzvertrag fiel.